# Tịch Nhi
Làng Gon tên cổ là thôn Tịch Nhi , nay hợp với các làng khác thành thôn Nam Đồng, xã Yên Đồng, huyện Ý Yên, tỉnh Nam Định. Làng có lịch sử hình thành và phát triển lâu đời (ít nhất là từ cuối thế kỷ 13 đầu thế kỷ 14). Sử liệu cho biết làng được khai khẩn và thành lập bởi các gia tướng của Nhân Huệ Vương Trần Khánh Dư.

## Lịch sử
Nhân Huệ Vương, sau khi cùng nhà Trần đánh thắng quân nhà Nguyên, vào những năm cuối đời đã cùng với các gia tướng đi khai khẩn mở mang các vùng đất mới tại Ninh Bình, Nam Định. Làng Gon cùng với các ấp Động Châu, An Chung v.v. được Nhân Huệ Vương khai khẩn và thành lập trong quá trình đó.
Nhân Huệ Vương với làng Gon nói riêng là một Phúc thần, vì ông đã bỏ tiền để mở mang khai khẩn sau đó dạy cho dân làng biết nghề dệt chiếu (câu hát đối nổi tiếng "Tôi ở Tây hồ bán chiếu Gon...." câu này của Nguyễn Thị Lộ không suy diễn là chiếu Gon của làng Gon mà phải hiểu là chiếu Gon là một loại chiếu nhỏ đẹp, nhiều địa phương ở các tỉnh ven biển biết dệt loai chiếu này, thôn Tịch nhi cũng là một thôn dệt chiếu Gon, có lẽ vì lý do này mà được gọi là làng Gon).